# نوربرت فيروين
نوربرت فيروين (بالألمانية: Norbert Verweyen)‏ (مواليد 8 أكتوبر 1950) هو سبّاح ألماني، مثّل بلاده في الألعاب الأولمبية الصيفية 1972.

## روابط خارجية
نوربرت فيروين على موقع الاتحاد الدولي للسباحة (الإنجليزية)
- نوربرت فيروين على موقع أوليمبيديا (الإنجليزية)